# Религия динка
Мифология динка — традиционное языческое верование народа динка, наряду с христианством и анимизмом.

## Боги
Высший бог, Ньялич (динка Nhialac), бог неба, дождя и плодородия, сотворил мир. Он решает судьбу каждого человека, растения или животного. Ньялич также присутствует в верованиях других народов, как нуэр и шиллук.
Первыми людьми в мире являются Гаранг и Абук. Денгдит создал их из жира, а Ньялич разрезал верёвку, которая соединяла небо и землю. По другим данным, это сделал сам Денгдит.
Абук является богиней садоводства.
Денгдит имеет облик быка. Он посылает на землю дождь.
У Денгдита и его жены Альет родился сын Акол («солнце»).

## Процесс молитвы
Сначала верующий молится Ньяличу, а потом другим богам. В основном молятся в среднюю погоду. Жертвоприношение, в основном быков, подносят Ньяличу. Потом читают молитву-славословие.
Жертвы для Альет кладут под священное дерево арадайб.

## Интересное
Динка также почитают шумящих гадюк как священных животных.